# موتور طرح كشت كنغور (أرزوئية)
موتور طرح کشت کنغور (بالإنجليزية: Mowtowr-e Tareh Kesht Kangur)‏ هي منطقة سكنية تقع في إيران في Arzuiyeh Rural District.